# Jesús Corona (Fußballspieler, 1981)
José de Jesús Corona Rodríguez (* 26. Januar 1981 in Guadalajara) ist ein mexikanischer Fußballtorhüter.
Seinen ersten Profivertrag hatte Corona bei den Bachilleres de Guadalajara, für die er in 12 Spielen der Primera División 'A' in der Saison 2001/02 das Tor hütete. Für die nächste Saison wechselte er zum Ortsnachbarn Atlas Guadalajara, für den er in den nächsten beiden Spielzeiten zu 43 Einsätzen in der Primera División kam. 2004 wechselte er zum Lokalrivalen UAG Tecos, wo er Stammtorwart war. Seit 2009 steht er beim Hauptstadtverein CD Cruz Azul unter Vertrag, mit dem er in der Clausura 2013 die Copa México gewann.
Nachdem er 1997 bereits bei der U17-Weltmeisterschaft dabei war und bei den Olympischen Spielen 2004 im Tor der U23-Auswahl stand, gab er am 27. April 2005 sein Debüt in der mexikanischen A-Nationalmannschaft. Er wurde auch in den mexikanischen Kader beim Konföderationen-Pokal 2005 und bei der Fußball-Weltmeisterschaft 2006 berufen, kam dort aber nicht zum Einsatz.
Im Sommer 2012 nahm er – als einer von drei älteren Spielern und Mannschaftskapitän – nochmals mit der Olympiamannschaft an den Olympischen Spielen in London teil, bei denen Mexiko zum ersten Mal die Goldmedaille gewinnen konnte. Er wurde in allen sechs Spielen eingesetzt und kassierte vier Gegentore. Für Mexiko war dies die einzige Goldmedaille in London.

## Erfolge
- Goldmedaille bei den Olympischen Spielen in London 2012
- Mexikanischer Pokalsieger: Clausura 2013